# Carlo Combi
Carlo Combi, italijanski pravnik in publicist, * 27. julij 1827, Koper, † 11. september 1884, Benetke.

## Življenje in delo
Ljudsko šolo in gimnazijo je obiskoval v Kopru, pravo je študiral v Padovi, ga 1850 zaključil v Genovi in 1853 diplomiral v Padovi. Po končanem študiju se je pripravljal za odvetniški poklic ter v letih 1856−1859 učil na koprski gimnaziji. Zaradi političnih razlogov so mu službo na gimnaziji odpovedali, zato se je iz avstrijskega cesarstva izselil. Od 1865 je živel v Benetkah, tu je od leta 1868 na višji trgovski šoli predaval civilno pravo.
Carlo Combi je že v študentskih letih pisal članke. V letih 1848-1849 je sodeloval pri milanskem in genovskem tisku. S pravo publicistično dejavnostjo pa je pričel takrat, ko je izdajal in s članki tudi sam sodeloval pri zborniku Porta orientale (1857-1859), v katerem je prikazoval Istro kot »vzhodna vrata Italije«. Po odhodu v izseljeništvo je bilo vse njegovo publicistično delo usmerjeno k izenačevanju zgodovine Istre z zgodovino italijanskih naseljencev v Istri. Njegovo delo je kritično obravnaval hrvaški zgodovinar Miroslav Bertoša, ki je presodil, da je Combijeva teza o močni vzhodni meji Italiji služila za opravičevanje agresivnih nastopov proti Slovencem in Hrvatom od iredentizma naprej preko fašizma do dogajanj v obdobju po 2. svetovni vojni.